# Zrzesz Kaszëbskô
Zrzesz Kaszëbskô (Kaszubska Więź) – najważniejsze czasopismo ruchu kaszubskiego, wychodzące pod tym samym tytułem w latach 1933–1939, 1945–1947 i 1992–1993. Skupiało wokół siebie kaszubskich działaczy społecznych, politycznych i kulturalnych, twórców i publicystów, reformatorów języka i pisowni kaszubskiej oraz kreatorów nowoczesnej idei kaszubskiej.

## Historia
Pierwszy numer „Zrzeszy Kaszëbskiej” ukazał się z datą 5 kwietnia 1933 r. w Gdyni. Założycielem jej był Aleksander Labuda, działacz Zrzeszenia Regionalnego Kaszubów, w pierwszych latach istnienia pisma najważniejsza postać kręgu „zrzeszińców”, skupionego wokół idei odrodzenia kulturalnego i społecznego Kaszub. „Zrzesz” miała tę ideę propagować, skupić i promować lokalną inteligencję oraz ożywić język kaszubski. Była drukowana częściowo po kaszubsku, w pisowni swoistej dla „zrzeszińców”, inspirowanej przez pomysły Aleksandra Majkowskiego.
W pierwszych miesiącach „Zrzesz Kaszëbskô” ukazywała się 2 razy w tygodniu, po czym stała się dwutygodnikiem, a od 1936 roku drukowano ją jako miesięcznik. Od siedemnastego numeru siedzibę redakcji przeniesiono do Kartuz. W latach 1934–1935 ukazały się łącznie tylko cztery numery pisma. Ostatni numer pierwszej edycji wyszedł w sierpniu 1939 r. Wydano ich ok. 120. Niekiedy dodawano do nich wkładkę literacką Chëcz.
Głównymi redaktorami przedwojennej „Zrzeszy” byli Aleksander Labuda, Jan Trepczyk, Ignacy Szutenberg, Feliks Marszałkowski i Jan Rompski. Żądali równych praw dla Kaszubów na terenach przez nich zamieszkanych oraz uwzględniania ich opinii w sprawach ważnych dla regionu. Protestowali przeciw zarządzaniu Pomorzem przez przybyszy z Warszawy i obsadzaniu stanowisk przez ludzi z głębi kraju. Poglądy te uznawano za separatyzm i zwalczano. Pismo było konfiskowane, a redaktorzy skazywani na areszt i grzywny. Mimo przeciwności i oporu czynników rządowych, „Zrzesz Kaszëbskô” utrzymywała się na rynku prasy i w świadomości ludności kaszubskiej.
Po wojnie wznowiono „Zrzesz” w Wejherowie z nową redakcją, w której znaleźli się Brunon Richert, Wiktor Wojewski, Bernard Szczęsny, Augustyn Westphal i ks. Franciszek Grucza. Pierwszy numer opublikowano z datą 4 października 1945 r. Z drugą edycją pisma współpracowali też jej dawni autorzy, m.in. Labuda i Szutenberg. Również dodawano do niej „Chëcz”. Aleksander Labuda znany był z cyklu ok. 200 historyjek „Gùczów mack gôdô”, które opublikował na łamach „Zrzeszy”.
W nowej rzeczywistości pismo miało niewielkie szanse na przetrwanie. Polityka władz tłumiła przejawy odrębności kulturalnej regionów i dążyła do ujednolicenia kraju i społeczeństwa. W ruchu kaszubskim nie było jednostek zdolnych oprzeć się ideologii partii komunistycznej, starano się też uciszać wybitniejszych działaczy oraz inwigilować środowisko. Wpływano na nakład i odbiór społeczny prasy lokalnej, zastępując ją propagandą kierowaną ze stolicy. „Zrzesz Kaszëbskô” traciła powoli czytelników i została zlikwidowano jesienią 1947 r. z powodu zadłużenia.
Legendę pisma próbował ożywić Edmund Kamiński, który po przemianach demokratycznych w Polsce wydał 6 numerów „Zrzeszy Kaszëbskiej” w Wejherowie w l. 1992-1993. Nie udało mu się wypracować wyraźnego profilu czasopisma ani zebrać zwartego zespołu redakcyjnego, nie zapewniono też pismu podstaw ekonomicznych oraz dystrybucji. Przeciwko były też władze Zrzeszenia Kaszubsko-Pomorskiego. Nieregularnie pojawiający się tytuł stał się tylko epizodem w dziejach zasłużonego organu, jakim była niewątpliwie „Zrzesz Kaszëbskô”.
Czasopismo było najdłużej istniejącym periodykiem na Kaszubach. Zasłużyło się w ożywieniu kulturalnym i społecznym Kaszub. Drukowało wartościowe przykłady literatury kaszubskiej, przypominało epizody z dziejów Pomorza, starało się popularyzować język kaszubski i reformować jego pisownię. Przed wojną stworzyło zarys programu politycznego i zgromadziło grono kilkunastu twórców i działaczy, którzy zaistnieli w historii idei kaszubskiej XX wieku. Obecnie najważniejszym magazynem kaszubskim jest ukazująca się od 1963 r. „Pomerania”.